# ادوارد دست‌قیچی
ادوارد دست‌قیچی (به انگلیسی: Edward Scissorhands) فیلمی عاشقانه و فانتزی ساخت ۱۹۹۰ در آمریکا به کارگردانی تیم برتون و بازیگری جانی دپ است.
تکیهٔ اصلی فیلم بر گونهٔ خلقت شخصیت اصلی فیلم، ادوارد، شبه‌انسانی است که قیچی‌هایی به‌جای دست‌ها و انگشت‌هایش دارد است. ادوارد توسط یک خانواده در حومه قصرش پیدا می‌شود و عاشق کیم دختر خانواده می‌شود.
برتون ایدهٔ ادوارد دست قیچی را از دوران کودکی در ذهن خود داشت. کارولین تامپسون برای نوشتن فیلم نامه بر اساس ایده تیم برتون انتخاب شد و فیلم با حمایت کمپانی‌های قرن بیستم و برادران وارنر شروع به کار کرد. قبل از انتخاب جانی دپ بازیگرانی چون تام کروز، تام هنکس، رابرت داونی جونیور و ویلیام هارت به بازیگری در نقش ادوارد دعوت شده بودند.
بیشتر فیلمبرداری در ناحیه خلیج تمپا فلوریدا فیلمبرداری شد و بیش از ۶ میلیون دلار برای اقتصاد محلی سود داشت. طراحی ادوارد دست قیچی توسط استن وینستون انجام شد. این فیلم همچنین چهارمین همکاری برتون و دنی الفمن به‌شمار می‌آید. ادوارد دست قیچی با بازخورد مثبت از طرف منتقدان منتشر شد و یک موفقیت مالی به حساب آمد. این فیلم نامزدهای متعددی در مراسم اهدای جوایز اسکار، جوایز فیلم آکادمی بریتانیا، جایزه زحل، و همچنین به عنوان برنده جایزه هوگو برای بهترین ارائه نمایشی داشت. برتون و الفمن هر دو ادوارد دست قیچی را شخصی‌ترین کار خود و فیلمی که بر اساس علاقه خود ساختند می‌دانند.

## داستان
پگی یک فروشنده از شرکت ایوان است که هیچ درآمد خوبی ندارد. روزی او به قصر بزرگی در حومه شهرکشان می‌رود و در آنجا یک موجود شبیه به انسان می‌بیند که به جای دستانش قیچی دارد. او می‌فهمد که در آنجا مخترعی زندگی می‌کرده و آن موجود را می‌ساخته که قبل از تمام کردن دستانش می‌میرد. نام آن موجود ادوارد است.
پگ ادوارد را به خانه خود می‌آورد و او را با شوهرش بیلی و پسرش کوین و دخترش کیم آشنا می‌کند. ادوارد عاشق کیم می‌شود و در دل همسایگانشان جا باز می‌کند. او به آن‌ها در آرایشگری و باغبانی کمک می‌کند تا جایی که به یک برنامه تلویزیونی دعوت می‌شود. اما کیم خود نیز یک دوست پسر به نام جیم دارد.
جیم برای ماندن با کیم به پول نیاز دارد و به فکر سرقت از خانه خودش از دست پدر و مادرش می‌افتد. او ادوارد را وادار به بازکردن درها در تاریکی می‌کند ولی پلیس سر می‌رسد. جیم و کیم فرار می‌کنند و ادوارد شبی را در کلانتری می‌گذراند و نامی از دوستانش که قصد دزدی داشتند نمی‌برد. کیم رفته رفته بعد از این کار ادوارد به او علاقه‌مند می‌شود.
از آن طرف مسئله دزدی ادوارد را از چشم همسایه می‌اندازد. پگی، مادر خانواده، تصمیم به گرفتن یک مهمانی مخصوص کریسمس می‌گیرد تا اوضاع عوض شود. در این حال ادوارد نیز مشغول تزئین خانه‌است و کیم بیشتر از همیشه تحت تأثیر او قرار می‌گیرد. اما در همین حال جیم دوست پسر او سر می‌رسد و ادوارد را هول می‌کند که کیم را زخمی کند. کیم زخمی می‌شود و جیم بشدت ادوارد را می‌رنجاند و ادوارد فرار می‌کند.
کیم هم جیم را سرزنش کرده و او را بیرون می‌کند. سپس پدر و مادرش می‌روند تا ادوارد سرخورده را پیدا کنند.
کوین که خانه دوستش بوده و از هیچ چیز خبر ندارد بی‌محابا از خیابان رد می‌شود. جیم که حسابی ناراحت شده و قصد بازگشت به خانه کیم را دارد با اتومبیل و با سرعت از خیابان رد می‌شود. ادوارد که تمام این‌ها را دیده روی کوین می‌پرد و او را نجات می‌دهد، هرچند که به خاطر قیچی‌های دستش او را زخمی می‌کند.
مردم از خانه‌هایشان بیرون می‌آیند چون فکر می‌کنند ادوارد بدطینت به خیال خودشان کوین را از عمد زخمی کرده‌است. همه جمع می‌شوند و کیم هم خود را به این موقعیت می‌رساند و آرام زمزمه می‌کند که ادوارد فرار کند.
ادوارد به طرف قصرش فرار می‌کند و پلیس هم به‌دنبال اوست. کیم خود را مخفیانه به قصر می‌رساند و ادوارد ر امی بیند و به او می‌گوید که دوستش دارد. در همین موقعیت جیم از راه می‌رسد و ادوارد را مورد حمله قرار می‌دهد و ادوارد هم او را می‌کشد و بعد از کیم خداحافظی می‌کند.
وقتی مردم به قصر می‌رسند کیم به دروغ به آن‌ها می‌گوید که جیم و ادوارد هر دو مرده‌اند. سپس همگی به خانه‌هایشان برمی گردند.
سال‌ها بعد کیم که پیر شده این داستان را برای نوه‌اش تعریف می‌کند و می‌گوید که دیگر هیچ وقت ادوارد را ندیده‌است. در عین حال ادوارد هم بعد از سال‌ها در قصرش هنوز زندگی می‌کند و هر روز به گل‌هایش می‌رسد و تندیس‌هایی از کیم می‌سازد و با آرامش به یاد او زندگی می‌کند و از دید راوی داستان دلیل برف آمدن پیکر تراشی اوست.

## بازیگران
- جانی دپ در نقش ادوارد دست قیچی
- وینونا رایدر در نقش کیم
- آنتونی مایکل هال در نقش جیم
- روبرت الیور در نقش کوین باجس
- کتی بیکر در نقش جویسی
- دایان ویست در نقش پگ باجس
- آلن آرکین در نقش بیل باجس
- چونکتا فرل در نقش هلن
- کارولین آرون در نقش مارگه
- وینسنت پرایس در نقش بازرس

## انتخاب بازیگران
گرچه وینونا رایدر اولین بازیگر پیوست فیلمنامه بود، دایان ویست اولین نفری بود که وارد سیستم شد. برتون گفت: "دیان به طور ویژه ای فوق العاده بود. «او اولین بازیگری بود که فیلمنامه را خواند، کاملاً از آن پشتیبانی کرد، وقتی تاییدش را اعلام کرد، دیگران خیلی زود علاقه‌مند شدند.» وقتی نوبت به انتخاب بازیگر نقش اصلی ادوارد می‌رسید، چند بازیگر مورد توجه قرار گرفتند. فاکس اصرار داشت که برتون با تام کروز ملاقات کند. برتون یادآوری کرد: «او مطمئنا ایده آل من نبود، اما من با او صحبت کردم». کروز خواستار پایان «شادتر» شد. تام هنکس و گری اولدمن بازی در فیلم را رد کردند، اولدمن داستان را پوچ دانست، اما پس از تماشای فیلم، آن را درک کرد. جیم کری نیز برای این نقش در نظر گرفته شده بود. در جای دیگر، ویلیام هرت، رابرت داونی جونیور و موسیقیدان مایکل جکسون ابراز علاقه کردند، گرچه برتون با جکسون گفتگو نکرد.
گرچه برتون با عملکرد محبوب جانی دپ در خیابان جامپ شماره ۲۱ آشنا نبود، او همیشه اولین انتخاب برتون بود. در زمان انتخاب بازیگر، دپ می‌خواست از وضعیت بت نوجوان که عملکرد او در خیابان جامپ شماره ۲۱ به او داده بود، خارج شود. هنگامی که فیلمنامه برای او ارسال شد، دپ مانند یک نوزاد گریه کرد و بلافاصله ارتباطات شخصی و عاطفی با داستان پیدا کرد. در آماده‌سازی برای این نقش، دپ بسیاری از فیلم‌های چارلی چاپلین را تماشا کرد تا ایده ایجاد همدردی بدون گفتگو را بررسی کند. مدیران استودیوی فاکس به قدری از وجه چهره ادوارد نگران بودند که سعی کردند تا زمان انتشار فیلم، تصاویر دپ را با لباس کامل پوشانده و نگه دارند. برتون بر اساس تجربه کار مثبت آنها در بیتل‌جوس، برای نقش کیم بوگس به رایدر رفت. درو بریمور قبلاً برای این نقش تست داد. کریسپین گلاور قبل از انتخاب آنتونی مایکل هال برای بازی در نقش جیم تست داد.